# Апулия и Калабрия
Апулия и Калабрия (лат. Apuliae et Calabriae) — средневековое графство, позже герцогство, располагавшееся в Южной Италии.

## История
Первым графом Апулии традиционно считается старший сын Танкреда де Готвиля — Вильгельм (Гильом, Гульельмо) Железная Рука (ум. 1046), избранный в сентябре 1042 года норманнами на собрании в Мельфи графом в областях, отвоёванных в Южной Италии у Византии. Для того, чтобы узаконить графский титул, Вильгельм обратился к князю Салерно Гвемару IV с просьбой принять верховную власть над освобождёнными от византийцев областями. В конце 1042 года Гвемар IV прибыл в Мельфи и с согласия норманнов принял титул герцога Апулии и Калабрии. При этом Вильгельму был дарован титул графа Мельфи с правом основывать баронства на землях, которые впоследствии будут отбиты у Византии. Уже освобождённые и удерживаемые норманнами земли были поделены на двенадцать бароний, сам Вильгельм удержал за собой Асколи, а его брат Дрого — Венозу. Однако это пожалование не было признано императором Священной Римской империи.
После смерти Вильгельма наследовавший ему брат Дрого (ум. 1051) в 1047 году признал себя вассалом императора Генриха III, который, в свою очередь, признал за Дрого титул графа Апулии и Калабрии и вывел Апулию из подчинения князьям Салерно. Официальный титул Дрого звучал как «герцог и магистр Италии, граф всех норманнов Апулии и Калабрии» (лат. Dux et magister Italiae comesque Normannorum totius Apuliae et Calabriae).
При преемниках Дрого владения расширились. Роберт Гвискар, принявший герцогский титул, смог объединить в своих руках всю Южную Италию, захватив к 1071 году все византийские владения, а в 1077 году захватив и Салерно, ставший столицей герцогства. В 1059 году Роберт Гвискар признал себя вассалом папы Николая II, а последний даровал Роберту титул герцога Апулии, Калабрии и Сицилии.
После смерти в 1127 году внука Роберта, Вильгельма (Гульельмо) II, герцогство унаследовал граф Сицилии Рожер II, племянник Роберта Гвискара. В 1128 году права на герцогство были признаны папой Гонорием II. В 1130 году Рожер принял королевский титул и герцогство вошло в состав образованного им Сицилийского королевства.
В 1134 году Рожер II присвоил титул герцога Апулии и Калабрии своему старшему сыну Рожеру III. С этого момента титул герцога Апулии и Калабрии часто носили наследники короля Сицилии. Последним титул носил умерший в 1193 году старший сын короля Танкреда ди Лечче, Рожер V.

## Правители

### Графы Апулии и Калабрии
- 1042—1046: Вильгельм (Гульельмо) I Железная Рука (ум. 1046), граф Мельфи с 1042, сын Танкреда де Готвиль
- 1047—1051: Дрого (ум. 1051), граф Мельфи с 1046, граф Апулии и Калабрии с 1047, брат предыдущего
- 1051—1057: Готфрид Отвиль (ум. 1057), брат предыдущего
- 1057—1059: Роберт Гвискар (1016—1085), граф Апулии и Калабрии с 1057, герцог Апулии и Калабрии с 1059, брат предыдущего

### Герцоги Апулии и Калабрии
- 1059—1085: Роберт Гвискар (1016—1085)
- 1085—1111: Рожер I Борса (1060/1061 — 1111), сын предыдущего
- 1111—1127: Вильгельм (Гульельмо) II (1095—1127), сын предыдущего
- 1127—1134: Рожер II (1095—1154), граф Сицилии с 1105, король Сицилии с 1130, племянник Роберта Гвискара
- 1134—1148: Рожер III (ум. 1148), сын предыдущего
  - 1137—1139: Райнульф Дренго (ум. 1139), граф Алифе, в 1137 году возведён императором Лотарем II и папой Иннокентием II в титул герцога Апулии
- 1148—1156: Вильгельм (Гульельмо) III Злой (1126—1166), король Сицилии с 1154, брат Рожера III
  - 1156—1161: Рожер IV (1152—1161), сын предыдущего
- 1182: Боэмунд[1]
- 1189—1193: Рожер V (ум. 1193), сын Танкреда ди Лечче, внук Рожера III